# Praxedes Julia Fernández
Praxedes Julia Fernández, coneguda com a Yeyeng (Manila (Filipines), 21 de juliol de 1871 - idem. 22 d'agost de 1919) fou la novia cantant de Manila.
Era un dels tres fills de Mariano Fernández i Josefa Quizon. El seu pare morí aviat i deixà els fills a cura de Josefa la seva mare.
Sent encara una nena començà a treballar en una companyia infantil; després passà a petits tetres d'ínfima categoria, fins que posada en relació amb els artistes espanyols Alejandro Cubero i Elisea Raquer, passà a formar part, al voltant de l'any 1884, de la companyia de sarsuela que aquests dirigien, rebel·lant-se des de llavors com una actriu de facultats poc comuns i com a estimable cantant. La critica d'aquell temps la considerà com la més avantatjada de totes les artistes filipines que es dedicaven a l'art escènic.
Va fer gires per Hong-Kong i Macao el 1908, després d'haver estat una curta temporada a Espanya, uns anys abans el 18 d'agost de 1892, Yeyeng s'havia casat amb Ricardo Peñalos Pastor.
Yeyeng acabà la seva carrera escènica amb una representació de comiat amb l'òpera Die lustige Witwe (La vídua alegre) en el Gran Teatre de l'Òpera de Manila el 14 de novembre de 1911.